# Rodrigo Sánchez Mercado
Rodrigo Sánchez Mercado (nascido em Oñati - falecido a 25 de janeiro de 1548) foi um prelado católico romano que serviu como bispo de Ávila de 1530 a 1548 e bispo de Maiorca de 1511 a 1530.